# Aldrans
Aldrans är en ort och kommun i distriktet Innsbruck-Land i förbundslandet Tyrolen i Österrike.  Kommunen har 2 829 invånare (2024). Aldrans ligger endast 3 km utanför Tyrolens huvudstad Innsbruck.

## Angränsande kommuner
Aldrans gränsar till sex andra kommuner i Innsbruck-Land.
- Ampass
- Ellbögen
- Innsbruck
- Lans
- Rinn
- Sistrans